# Табылгашты
Табылгашты — река в России, протекает по Башкортостану. Устье реки находится в 27 км по левому берегу реки Миндяк. Длина реки составляет 24 км. В 4,1 км от устья, по левому берегу реки впадает река Маратбай. Река протекает вблизи горы Агастат.

## Данные водного реестра
По данным государственного водного реестра России относится к Уральскому бассейновому округу, водохозяйственный участок реки — Урал от истока до Верхнеуральского гидроузла. Речной бассейн реки — Урал (российская часть бассейна).
Код объекта в государственном водном реестре — 12010000112112200001481.